# A&G Banca Privada
A&G Banca Privada, cuya denominación social es Asesores y Gestores Financieros, es una entidad bancaria española con 30 años de historia, nacida para dedicarse en exclusiva a la banca privada. Está presidida por Alberto Rodríguez-Fraile y ofrece servicios exclusivos de asesoramiento y gestión global de patrimonios a clientes privados, familias e instituciones desde 1987. 

## Historia
La historia de la entidad, comienza hace tres décadas, con la unión de un grupo de familias, clientes de Banca privada preocupados por la ausencia de alternativas independientes, diferentes al servicio de gestión que ofrecían las grandes entidades en España.
Su asociación con los profesionales adecuados garantizó la consecución de su objetivo: formar el primer multi-family office de España. 
En 1999 se incorporó al proyecto una entidad financiera internacional buscando el respaldo y solvencia que ayudase mantener los estándares de calidad de gran institución para extender los servicios a más clientes de banca privada española. A&G Banca Privada apuesta por la asociación de talento y por buscar la incorporación de los mejores ejecutivos y banqueros de Banca Privada como la mejor forma de trasladar valores, principios y vocación de largo plazo a sus clientes. Nace la idea del banco de los banqueros.
Entre 2000 y 2007 se constituyó la mayor parte de las licencias que hoy permiten a A&G Banca Privada adaptarse a sus clientes en todas las necesidades de gestión patrimonial.
El afán de mantener una arquitectura abierta de ideas y pensando en la libertad de circulación de personas y capitales en la Unión Europea (UE), lleva a la entidad a fundar una gestora en Luxemburgo en 2009. A&G se convierte así, en la entidad española pionera en dar este paso y hoy es líder en la gestión de activos de banca privada de españoles en este país.

## Alianza con EFG International Bank
En 2008 EFG International Bank, grupo suizo dedicado en exclusiva a la prestación de servicios de Banca Privada y asset management, fundado en 1995 en Zúrich. EFG International (EFGN) cotiza en el SIX Swiss Exchange y opera en 30 plazas ubicadas en 28 países y con más de 3.000 empleados en todo el mundo, se convierte en el accionista de referencia de A&G Banca Privada, manteniendo a día de hoy una participación del 40,51% , mientras que el 59,49% restante está en manos de los principales agentes y ejecutivos del Grupo A&G, configurando una de las señas de identidad más características de la firma. La incorporación de EFG al accionariado, grupo con vocación de liderazgo internacional en banca privada y con el que comparten ideas y modelos de negocio coincide con el inicio de la crisis en 2008. En años especialmente difíciles, en un entorno muy adverso se refuerza la confianza de sus clientes y logran duplicar cifras de negocio entre 2008 y 2014, año en el que se alcanzan los 6.000 millones de euros bajo gestión.
Esta alianza consolida los estándares de calidad de un gran grupo internacional que hace exclusivamente Banca Privada, enmarcada por la ausencia de conflictos de intereses y el mantenimiento de la independencia en la toma de decisiones.
En abril de 2021 A&G y EFG anuncian la adquisición de la totalidad de la participación minoritaria de EFG del 40,5% en A&G, por parte de accionistas españoles de A&G. La operación se cerró en julio de 2022, sujeta a la aprobación regulatoria.
Con este acuerdo, A&G consolida su posición de liderazgo en España y se convierte en la primera entidad independiente de banca privada española.

## Obtención de la Licencia Bancaria
En julio de 2014 A&G Banca Privada obtiene la licencia bancaria de Banco de España para integrar los negocios de la Agencia de Valores de A&G Banca Privada y de la sucursal bancaria del grupo EFG en España (2007). Para constituir el nuevo banco se realiza una ampliación de capital de 20 millones de euros que suscriben sus ejecutivos y agentes.

## Cifras de negocio
A&G Banca Privada cuenta con una plantilla de 233 empleados además de 86 banqueros distribuidos en ocho oficinas. Su sede social se encuentra ubicada en Madrid, aunque cuenta con otras diez oficinas en Barcelona, Bilbao, León, Logroño, Luxemburgo Santander, Sevilla, Valencia, Valladolid. 
En los últimos años, A&G Banca Privada ha duplicado su volumen de facturación y patrimonio superando a 31 de diciembre de 2021, los 12.156 millones de euros en activos bajo gestión.

## Hitos
En 30 años de historia prestando servicios de Banca Privada, ninguna de las sociedades del Grupo A&G ha sido sancionada por ninguno de los organismos reguladores en los distintos países donde desarrolla su actividad, como consecuencia de los procesos de inspección o por reclamaciones presentadas por sus clientes.